# Roland Topor
Roland Topor (Parigi, 7 gennaio 1938 – Parigi, 16 aprile 1997) è stato un illustratore, paroliere, drammaturgo, scrittore, sceneggiatore, attore e scenografo francese.

## Biografia
Di origine ebraico-polacca, figlio del pittore e scultore Abram Topor, trascorre i suoi primi anni a Parigi per poi trasferirsi in Savoia, dove la sua famiglia si nasconde per sfuggire all'occupazione nazista.
Studia all'École nationale supérieure des beaux-arts di Parigi e, dal 1961 al 1965, collabora alla rivista satirica mensile Hara-Kiri, dove si fa notare per un cinico humor nero, tipico dei suoi lavori.
È tra i fondatori, nel 1962, del celebre movimento neo-surrealista Panico, assieme a Fernando Arrabal e Alejandro Jodorowsky.
Nel 1964, a 26 anni, scrive il suo primo romanzo, Le locataire chimérique (inizialmente tradotto in italiano come L'inquilino stregato).
A partire dagli anni settanta si reca spesso in Italia e partecipa ai moti della Contestazione, da lui riletta in chiave ironica e graffiante.
Nel 1979 disegna le scene e i costumi per l'opera Le Grand Macabre di György Ligeti, messa in scena al Teatro Comunale di Bologna con la direzione d'orchestra di Zoltán Peskó e la regia di Giorgio Pressburger.
Nel 1992 fonda, con Giacomo Carioti e Jean-Louis Colas, l'associazione RomaliaisonParis,  dedicata all'amicizia fra gli artisti italiani e francesi e alla realizzazione di iniziative comuni. È inoltre il primo presidente dell'associazione, per la quale realizza anche il simbolo grafico: Pinocchio che si fa Marameo. Questo disegno è stato realizzato da Topor nel corso della sua permanenza a Roma, nel novembre 1996, per ricevere, su designazione di Giacomo Carioti e Rinaldo Traini, il premio Una vita per l'Illustrazione nel corso della manifestazione Expocartoon.

### Carriera cinematografica e televisiva
Topor è conosciuto nel mondo del cinema per alcune sue interpretazioni e collaborazioni. Nel 1971 disegna i titoli di testa di Viva la muerte (Que viva la muerte!) di Fernando Arrabal. Nel 1972, realizza con il regista francese René Laloux il film di animazione Il pianeta selvaggio.
Topor collabora anche con Federico Fellini, realizzando alcuni disegni per il Casanova del 1976 ma anche per altri progetti come Il viaggio di G. Mastorna, detto Fernet e La città delle donne.
Nel 1976 il regista Roman Polański dirige L'inquilino del terzo piano tratto da Le locataire chimérique. Nel 1989 realizza con Henri Xhonneaux il surreale film d'animazione Marquis, incentrato sulla figura del Marchese de Sade. Nel 1994 Gherad Thiel realizza il film documentario Les rêves de Topor.
Come attore, Topor recita nel 1979 nel Nosferatu, il principe della notte di Werner Herzog. Nello stesso anno è in Ratataplan di Maurizio Nichetti, nel 1984 è in Un amore di Swann, diretto da Volker Schlöndorff, e nel 1995 in Tre vite e una sola morte.
Nel 1987 partecipa al Programma televisivo Lupo Solitario, su Italia 1, condotta da Patrizio Roversi e Syusy Blady: Topor è ripreso in hotel in momenti di normale vita quotidiana, ad esempio nel bagno mentre si fa la barba.

### Morte
Morì nella sua abitazione a Parigi il 16 aprile 1997 all'età di 59 anni, a causa di un'emorragia cerebrale. È sepolto nel cimitero di Montparnasse.

## Citazioni e omaggi
- Dopo la sua morte, il Pinocchio che si fa Marameo è divenuto emblema del Premio Roland Topor istituito da RomaliaisonParis quale riconoscimento al surrealismo nell'arte.
- Il 26 aprile 2017, per onorare il 20º anniversario della morte di Roland Topor, è stata organizzata presso il Cinema Trevi di Roma (Cineteca Nazionale/Centro Sperimentale di Cinematografia), una rassegna cinematografica sul contributo artistico di Topor al cinema italiano (nei film di Federico Fellini e Maurizio Nichetti) ed è stato consegnato a Nichetti il “Premio Topor – Satira e Surrealtà” di RomaliaisonParis.

## Opere
- Una fata speciale (Four roses for Lucienne), trad. di F. Zappa, Milano Libri, Milano, 1968
- l bambino solo (Le petit garçon tout seul) Milano Libri, Milano, 1969; Vanvere Edizioni, Roma, 2019
- La principessa Angina (La Princesse Angine), trad. di L. Martini, Milano Libri, Milano, 1969; trad. di Lucrezia Pei e Federico Musardo, prefazione di Carlo Mazza Galanti, Cliquot, Roma, 2023
- Le Locataire chimérique (con il titolo L'inquilino stregato, trad. Giacomo Signori, Gandini, Milano,1976; con il titolo L'inquilino del terzo piano, trad. di G. Gandini, Bompiani, Milano 1992)
- Sogni di giorno: disegni 1954-1974, prefazione di F. Arrabal, Arnoldo Mondadori, Milano, 1975
- I seni più belli del mondo (La Plus Belle Paire de seins du monde), trad. di G. Gandini, Feltrinelli, Milano, 1986
- Alice nel paese delle lettere: dall'altra parte della pagina, trad. di Fidelio Bonaguro, Stampa Alternativa, Roma, 2000
- L'inverno sotto il tavolo (L'Hiver sous la table), trad. di B. Mazzone, Theatrum Mundi, Palermo, 2006
- Memorie di un vecchio cialtrone (Mémoires d'un vieux) a cura di Carlo Mazza Galanti, Voland, Roma, 2013

## Filmografia

### Attore
- Le Boucher, la star et l'orpheline, regia di Jérôme Savary (1975)
- Ratataplan, regia di Maurizio Nichetti (1979)
- Nosferatu, il principe della notte (Nosferatu: Phantom der Nacht), regia di Werner Herzog (1979)
- Un amore di Swann (Un amour de Swann), regia di Volker Schlöndorff (1984)
- Tre vite e una sola morte (Trois vies et une seule mort), regia di Raúl Ruiz (1996)

### Sceneggiatore
- Le Boucher, la star et l'orpheline, regia di Jérôme Savary (1975)

### Animazione
In collaborazione con René Laloux:
- Les Temps morts – cortometraggio (1964)
- Les Escargots – cortometraggio (1965)
- Il pianeta selvaggio (La Planète sauvage) (1973)